# Септимер
Септиме́р или Септиме́рпасс (нем. Septimerpass, романш. Pass da Sett, итал. Passo del Settimo) — высокогорный перевал в Альпах, кантон Граубюнден, Швейцария. Его высота — 2 310 метров над уровнем моря. Он ведёт из долины Брегалья в долину Оберхальбштайн (нем. Oberhalbstein). Ближайшие населённые пункты — Касачия (1 458 м) в долине Брегалья в 6 км от перевала и Бивио (1 769 м) в 4 км от перевала в долине Оберхальбштайн.
Перевал известен как минимум со времён Римской империи.
С постройкой автомобильной дороги через перевал Малоя перевал Септимер утратил своё значение.